# Weeds
Weeds és una comèdia negra estatunidenca que gira entorn un grup de residents d'un barri ric, Agrestic, els quals estan immersos en el consum i la distribució de marihuana. Va ser la sèrie millor valorada per Showtime l'any 2005. La segona temporada va començar a emetre's als EUA el 14 d'agost del 2006.

## Argument
Tot transcorre en un barri residencial ric de Los Angeles, Califòrnia: Agrestic. on viu Nancy Botwin, el marit de la qual, Judah, ha mort recentment. Nancy comença a traficar marihuana per tot el barri per poder mantenir la seva criada i mantenir un estil de vida de classe mitjana-alta. Té dos fills: en Silas i en Shane. Botwin es fa amiga de Celia Hodes, una dona obsessionada amb la seva imatge amb bastants problemes domèstics. Heylia James, ajudat pel seu nebot Conrad, és qui li suminista la marihuana a la Nancy.

## Personatges
- Mary-Louise Parker com a Nancy Botwin
- Elizabeth Perkins com a Celia Hodes
- Kevin Nealon com a Doug Wilson
- Justin Kirk com a Andy Botwin
- Tonye Patano com a Heylia James
- Romany Malco com a Conrad Shepard
- Hunter Parrish com a Silas Botwin
- Alexander Gould com a Shane Botwin
- Shoshannah Stern com a Megan
- Maulik Pancholy com a Sanjay
- Martin Donovan com a Peter Scottson
- Haley Hudson com a Quinn Hodes
- Andy Milder com a Dean Hodes
- Renée Victor com a Lupita
- Allie Grant com a Isabelle Hodes
- Tyrone M. Mitchell com a Keeyon
- Eden Sher com a Gretchen
- Indigo com a Vaneeta
- Zooey Deschanel com a Kat

## Llistat d'episodis

### 1a Temporada (2005)
1. You can't miss the bear
2. Free goat
3. Good shit lollipop
4. Fashion of the Christ
5. Lude awakening
6. Dead in the Nethers
7. Higher education
8. The punishment light
9. The punishment lighter
10. The godmother

### 2a Temporada
1. Corn snake
2. Cooking with Jesus
3. Last tango in Agrestic
4. A.K.A. the plant
5. Mrs. Botwin's neighborhood
6. Crush girl love panic
7. Must find toes
8. MILF money
9. Bash
10. Mile deep and a foot wide
11. Yeah, just like tomatoes
12. Pittsburgh

### 3a Temporada
1. Doing the Backstroke
2. A Pool And His Money
3. The Brick Dance
4. Shit Highway
5. Bill Sussman
6. Grasshopper'
7. He Taught Me How To Drive By
8. The two Mr. Scottsons
9. Release the hounds
10. Roy Till Called
11. Cankles
12. The dark times
13. Risk
14. Protection
15. Go

### 4a Temporada
1. Mother Thinks the Birds are After Her
2. Lady's a Charm
3. The Whole Blah Damn Thing
4. The Three Coolers
5. No Man is Pudding
6. Excellent Treasures
7. Yes I Can
8. I Am the Table
9. Little Boats
10. The Love Circle Overlap
11. Head Cheese
12. Till We Meet Again
13. If You Work For a Living, Then Why Do You Kill Yourself Working?

### 5a Temporada
1. Wonderful Wonderful
2. Machetes Up Top
3. Su-Su-Sucio
4. Super Lucky Happy
5. Van Nuys
6. A Modest Proposal
7. Where the Sidewalk Ends
8. A Distinctive Horn
9. Suck ‘N' Spit
10. Perro Insano
11. Ducks and Tigers
12. Glue
13. All About My Mom

### 6a Temporada
1. Thwack
2. Felling and Swamping
3. A Yippity Sippity
4. Bliss
5. Boomerang
6. A Shoe for a Shoe
7. Pinwheels and Whirligigs
8. Gentle Puppies
9. To Moscow, and Quickly
10. Dearborn-Again
11. Viking Pride
12. Fran Tarkenton
13. Theoretical Love is Not Dead

### 7a Temporada (2011)
1. Bags
2. From Trauma Cometh Something
3. Game-Played
4. A Hole in Her Niqab
5. Fingers Only Meat Banquet
6. Object Impermanence
7. Vehement v. Vigorous
8. Synthetics
9. Cats! Cats! Cats!
10. System Overhead
11. Une Mère que j'aimerais baiser
12. Qualitative Spatial Reasoning
13. Do Her/Don't Do Her